# Carlos Pedroso
Carlos Alberto Pedroso Curiel (28. ledna 1967 – 25. prosince 2024) byl kubánský sportovní šermíř, který se specializoval na šerm kordem. Kubu reprezentoval v devadesátých letech. Na olympijských hrách startoval v roce 2000 v soutěži jednotlivců a v soutěži družstev, ve které vybojoval s kubánským družstvem kordistů bronzovou olympijskou medaili. V roce 1998 obsadil třetí místo na mistrovství světa v soutěži jednotlivců. S kubánským družstvem kordistů získal v roce 1997 titul mistra světa a v roce 1989 a 1999 třetí místo.